# Sinagoga de Ontagnano
La sinagoga de Ontagnano, ahora en desuso, se encuentra en Ontagnano, una aldea del municipio de Gonars, en el tercer piso de un palacio privado.

## Historia
La pequeña comunidad judía de Ontagnano instaló su propia sinagoga en un edificio privado. El matroneo se creó en una habitación adyacente desde la cual se podía ver la sala de oración a través de una rendija abierta en la pared divisoria.
Con el declive demográfico de la comunidad debido a la emigración a los principales centros de la región, la sinagoga fue cerrada y despojada de su mobiliario. Como evidencia de la función litúrgica del ambiente, permanece el techo decorado con estuco en forma de Estrella de David.
Gracias a un préstamo apoyado por la Región, la Comuna de Gonars asignó en 2008 fondos para la restauración del edificio de la sinagoga y la recuperación de la sala de oración. El proyecto, encomendado al arquitecto. Francesco Toso, debería completarse en los próximos años.